# 1477 Bonsdorffia
1477 Bonsdorffia este un asteroid din centura principală de asteroizi.

## Descriere
1477 Bonsdorffia este un asteroid din centura principală de asteroizi. A fost descoperit pe 6 februarie 1938 la Turku de Yrjö Väisälä. El prezintă o orbită caracterizată de o semiaxă mare de 3,20 ua, o excentricitate de 0,28 și o înclinație de 15,7° în raport cu ecliptica.